# Ернштедт, Пётр Викторович
Пётр Ви́кторович Ернште́дт (9 [21] июня 1890 — 25 декабря 1966) — российский и советский лингвист (эллинист и коптолог). Член-корреспондент АН СССР (1946).

## Биография
Родился в семье специалиста по античной филологии и палеографии академика Виктора Карловича Ернштедта. Окончил Императорский Санкт-Петербургский университет (1913). Сотрудник ленинградских Института востоковедения (Института народов Азии) АН СССР (1918—1950), Института языкознания АН СССР (1950—1954). Кандидат филологических наук (1935), доктор филологических наук (1941), член-корреспондент АН СССР с 4 декабря 1946 года по Отделению литературы и языка (языки коптский и греческий).
Автор работ по синтаксису коптского языка. Подготовил к изданию греческих папирусов из собраний на территории СССР (IV т. (1927), III (1930) и V (1935) тт. совместно с Г. Ф. Церетели). Некоторые работы до сих пор не изданы.
Преподавал греческий и коптский языки и палеографию в Ленинградском и Среднеазиатском университетах и в Институте востоковедения АН СССР. Среди учеников П. В. Ернштедта была А. И. Еланская.

## Основные работы
- Ернштедт П. В. Египетские заимствования в греческом языке. — М.; Л.: Издательство АН СССР, 1953. — 208 с.
- Ернштедт П. В. Коптские тексты ГМИИ им. А. С. Пушкина. — М.; Л.: Издательство АН СССР, 1959. — 215 с.
- Ернштедт П. В. Коптские тексты Государственного Эрмитажа. — М.; Л.: Издательство АН СССР, 1959. — 191 с.
- Ернштедт П. В. Исследования по грамматике коптского языка. — М.: Наука, 1986. — 660 с.